# 1809 Prometej
1809 Prometej, asteroid Glavnog pojasa. Otkriven je 24. rujna 1960. iz Zvjezdarnice Mount Palomar. Nazvan je po Titanu Prometeju, te dijeli ime s još jednim svemirskim tijelom - Saturnovim mjesecom Prometejem. 